# Jealous One's Envy
Albums de Fat Joe
Represent
(1993) Don Cartagena
(1998)
Singles
1. Envy
Sortie : 1996
2. Success
Sortie : 1996

Jealous One's Envy est le deuxième album studio de Fat Joe, sorti le 3 octobre 1995.
L'album s'est classé 7e au Top R&B/Hip-Hop Albums et 71e au Billboard 200.

## Liste des titres
| No  | Titre                                                  | Contient un (des) sample(s) de | Durée |
| --- | ------------------------------------------------------ | --- | ----- |
| 1.  | Bronx Tale (featuring KRS-One)                         | Shoreline Drive de Sammy Nestico Ill Street Blues de Kool G Rap et DJ Polo Come Clean de Jeru the Damaja                          | 3:55  |
| 2.  | Success                                                | Living in Dreams d'Herb Ohta | 3:51  |
| 3.  | Envy                                                   | Sexual Healing de Marvin Gaye | 4:09  |
| 4.  | Gangbanging Interlude                                  | | 0:54  |
| 5.  | Fat Joe's in Town (featuring Doo Wop)                  | Dance to the Drummer's Beat d'Herman Kelly et Life Ask of You de Raphael Saadiq Hey Young World de Slick Rick Flow Joe de Fat Joe | 3:42  |
| 6.  | Part Deux                                              | Love Serenade de Barry White Flow Joe de Fat Joe                                                                                  | 3:16  |
| 7.  | King NY                                                | | 1:01  |
| 8.  | The Shit Is Real (DJ Premier Remix)                    | The World Is a Ghetto d'Ahmad Jamal Uphill Peace of Mind de Kid Dynamite Flow Joe de Fat Joe                                      | 4:36  |
| 9.  | Fat Joe's Way                                          | | 1:02  |
| 10. | Respect Mine (featuring Raekwon)                       | Holy Are You des Electric Prunes C.R.E.A.M. du Wu-Tang Clan                                                                       | 3:21  |
| 11. | Watch Out (featuring Armageddon, Big Pun et Keith Nut) | Sing a Simple Song de Sly & the Family Stone                                                                                      | 3:30  |
| 12. | Say Word                                               | Munchies for Your Love de Bootsy Collins                                                                                          | 3:29  |
| 13. | Success (DJ Premier Remix)                             | Hydra de Grover Washington, Jr.                                                                                                   | 4:11  |
| 14. | Dedication                                             | In the Mood de Tyrone Davis | 3:25  |
| 15. | Bronx Keeps Creating It                                | Holy Thursday de David Axelrod The Bridge Is Over des Boogie Down Productions                                                     | 3:29  |